# Llegir en Català
Llegir en Català és una associació d'editorials independents dels Països Catalans que treballen a favor de la cultura i la literatura en llengua catalana amb una infraestructura comuna compartida.
El propòsit de la comunitat editorial és sumar esforços i iniciatives en pro d'una major promoció i col·laboració lluitant per la visibilitat del seu treball, per exemple, organitzant activitats conjuntes, compartir contactes, tenirnt un lloc web conjunt per a vendre llibres, treballant com a grup per a compartir parada a la Setmana del Llibre en Català, la Diada de Sant Jordi, la Fira Internacional del Llibre de Guadalajara o la Fira del Llibre de Frankfurt, i presentant les novetats al gremi de llibreters, als mitjans de comunicació i a les biblioteques. És membre de l'Alliance internationale des éditeurs indépendants, que la conformen més de quatre-centes editorials dels cinc continents.